# معكال
مِعْكَال أو مَعْكَال هي قرية قديمة وحي تاريخي في وسط الرياض، المملكة العربية السعودية، وهي جزء من بلدية البطحاء في الرياض. تقع بين الدبية والوسَيْطَى. تأسست البلدة عندما انقسمت حَجْر اليمامة إلى عدة مستوطنات وأملاك في القرن السادس عشر (10 هـ)، وكان من أبرز هذه المستوطنات بلدة مقرن ومعكال.

## التسمية
قد يكون الاسم اشتقاق من عَكَلَ، أو عَقَلَ. والعكال، أو العقال في اللغة الحبل الذي يُشدُّ به. ومعكال صيغة على وزن (مفعال) اسم الآلة.
وذكر المؤرخ حمد الجاسر أن تسمية «مقرن» و«معكال» جاء على اسم شخصين ربما سكناها.

## تاريخ معكال
تأسست البلدة عندما انقسمت حَجْر اليمامة إلى عدة مستوطنات وأملاك في القرن السادس عشر (القرن العاشر هجري)، وكان من أبرز هذه المستوطنات مقرن ومعكال. ويقال إن اسمها يعود إلى إلهين من الآلهة العربية قبل الإسلام، كَال ومعكال اللذين كان يُعبدُان في منطقة نجد.
وفقًا للمؤرخ عبد الملك بن حسين الأسامي المكي، كانت معكال أيضًا موقعًا لصراع عسكري عندما تم حصارها في عام 1578 (986 هـ) من قبل 50 جنديًا من قوات شريف مكة الحسن بن محمد أبي نمي الثاني ، حيث قتل عدة من قادتها السياسيين واحتجز آخرين لمدة تقارب العام حتى وافقوا على دفع التنازلات.
اشتهرت معكال بالمزارع والنخيل وأشجار الرمان والعنب وبعذوبة مياه الآبار فيها.
1. ↑  "معكال.. نبض العراقة في قلب الرياض". اطلع عليه بتاريخ 13- 12- 2024. {{استشهاد ويب}}: تحقق من التاريخ في: |تاريخ-الوصول= (مساعدة)
2. ↑  "بلدة معكال من بلدات الرياض القديمة". اطلع عليه بتاريخ 30- 5- 2008. {{استشهاد ويب}}: تحقق من التاريخ في: |تاريخ-الوصول= (مساعدة)
3. ↑  "Al-jazirah". www.al-jazirah.com. اطلع عليه بتاريخ 2025-03-25.
4. 1 2  "بلدة معكال في التاريخ - د. عبدالعزيز بن سعد الدغيثر". www.al-jazirah.com. اطلع عليه بتاريخ 2025-03-25.
5. ↑  اليوم، الاقتصاد (23 نوفمبر 2023). ""معكال".. بلدة تاريخية تشكلت مع "مقرن" الرياض القديمة". الاقتصاد اليوم. اطلع عليه بتاريخ 2025-03-25.

## مساجد معكال
- مسجد الفويتية.
- مسجد الوليف.
- مسجد الشيخ عبدالرحمن بن فريان.
- مسجد الشيخ عبدالله الفوزاني.[1]